# Achille-Louis Martinet
Pour les articles homonymes, voir Martinet.
Achille-Louis Martinet, né le 21 janvier 1806 à Paris où il est mort le 9 décembre 1877, est un graveur français.

## Biographie
Martinet a été l’élève de Heim et de François Forster. Second grand prix de Rome en gravure en taille-douce en 1826, il a obtenu le premier grand prix en 1830. Résident à la Villa Médicis, de 1831 à 1835, alors dirigée par Ingres, il a étudié religieusement les maitres, à l’interprétation desquels il s’était plus particulièrement consacré.
Après son retour, en 1835, il a exposé quelques portraits à l’aquarelle. La même année, il a reçu une deuxième médaille, après son retour, en 1835 ; une première, en 1843 ; la croix de la Légion d’honneur en 1846, et une médaille d’honneur de deuxième classe en 1855. Élu membre de l'Académie des beaux-arts en 1857, il est élevé la même année au grade d'officier de la légion d'honneur. Il avait, reçu la croix de l'ordre de Léopold, de Belgique, en 1851. En 1857, il a remplacé le baron Desnoyers à l'Institut.
Il a eu de nombreux élèves, dont Ernest-Jean Aubert, Gustave Bertinot, Jacques Martial Deveaux:84, Joseph-Gabriel Tourny:72 — qui ont tous quatre également reçu le premier prix de Rome de gravure —, Joseph Bal (médaille 3e classe puis 2e classe et Prix de Rome belge en 1848):80. Son frère, Alphonse Martinet (d), était également graveur, en manière noire.
Il est inhumé au cimetière de Villeneuve-Saint-Georges.

## Œuvres
Achille Martinet a gravé de nombreuses œuvres de peintres célèbres comme Raphaël, Rembrandt, Murillo, Scheffer, Fleury, Ingres, etc., notamment au burin:225.

## Galerie

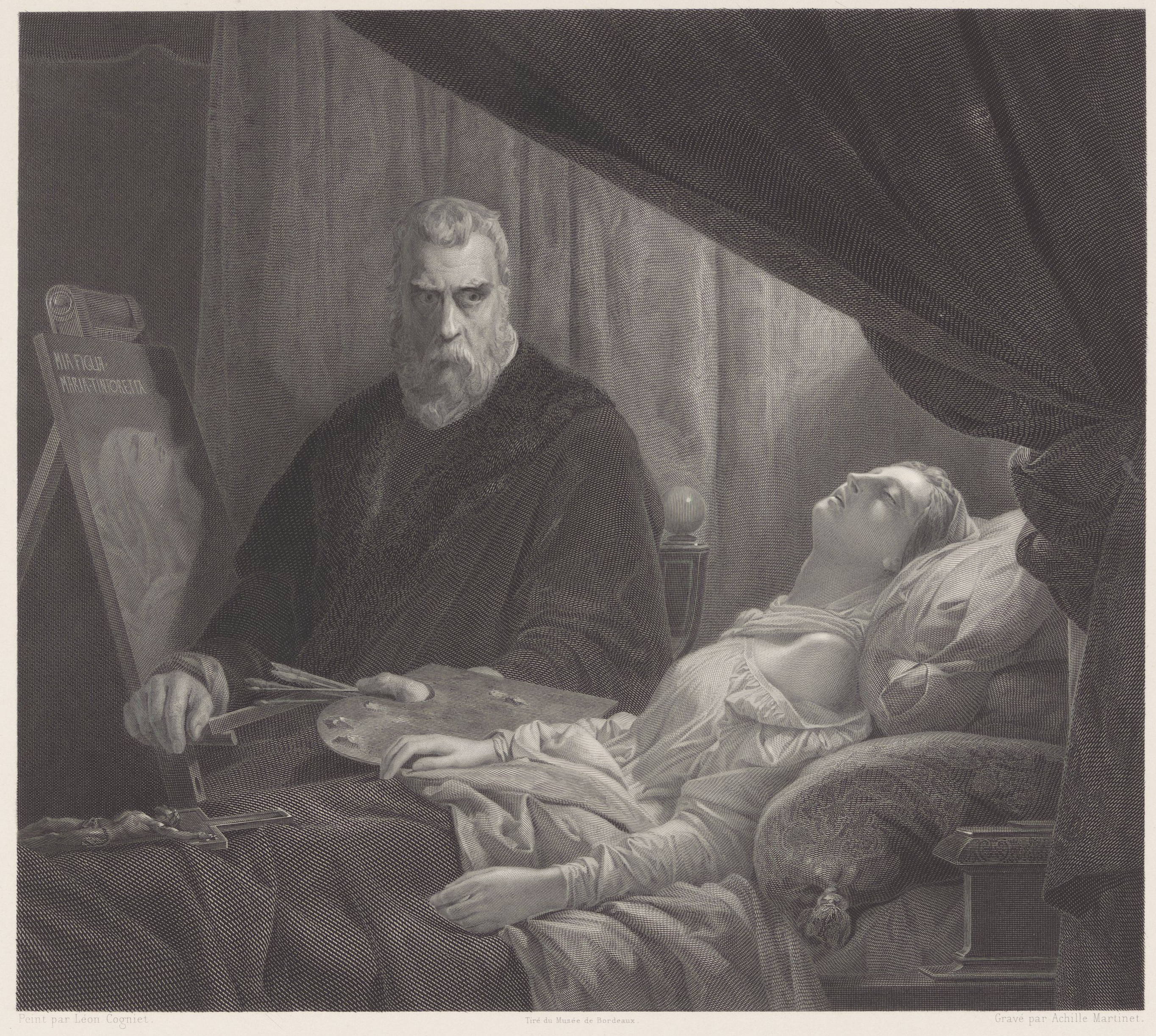
Gravure d'après Léon Cogniet, Le Tintoret sur le lit de mort de sa fille.
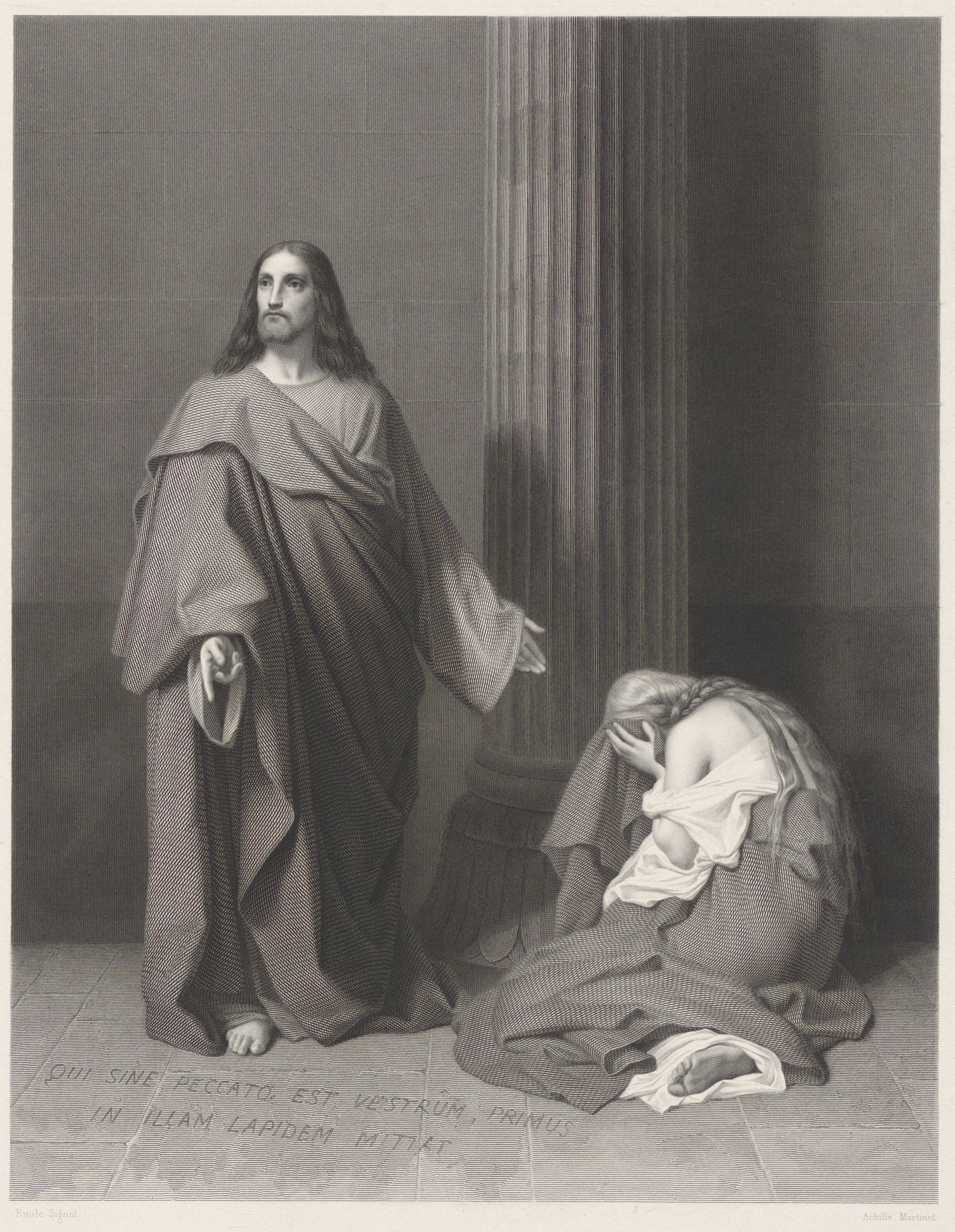
Gravure d'après Émile Signol, Le Christ et la femme adultère.
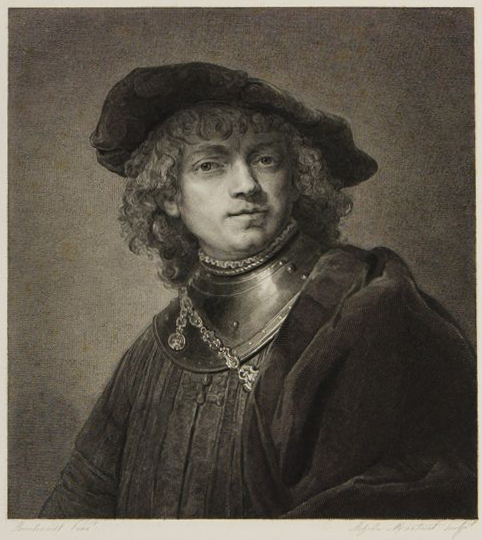
Gravure d'après Rembrandt Harmensz. van Rijn, Autoportrait.

## Honneur
Achille-Louis Martinet est :
- Chevalier de l'ordre de Léopold (Belgique, 1851)[7].

## Postérité
Une rue du 18e arrondissement de Paris porte son nom.